# Roussel R-30
Roussel-30 – prototyp francuskiego samolotu myśliwsko-bombowego z okresu II wojny światowej.

## Historia
Samolot został zaprojektowany i zbudowany przez M. Roussela. Prace rozpoczęto w Courbevoie jesienią 1938 r., w kwietniu 1939 w Étampes dokonano jego oblotu. Wyniki prób w locie były zadowalające, zdecydowano się jednak na wprowadzenie niewielkich poprawek w konstrukcji usterzenia i płozy ogonowej. 
Poprawki trwały do momentu ataku Wehrmachtu na Francję. W obawie przed przechwyceniem prototypu przez Niemców został przeniesiony do Bordeaux gdzie został zniszczony w trakcie nalotu. 

## Konstrukcja
Jednomiejscowy samolot myśliwsko-bombowy w układzie dolnopłatu o konstrukcji metalowej.
Skrzydło dwudźwigarowe, trójdzielne z prostokątnym centropłatem i trapezowymi końcówkami. Wyposażone w metalowe klapy krokodylowe i lotki kryte płótnem. Kadłub o konstrukcji skorupowej i pokryciu duralowym. Kabina pilota zakryta z limuzyną odsuwaną do tyłu. Usterzenie wolnonośne, podwozie chowane w locie, trójpunktowe ze stałą płozą ogonową. Samolot był wyposażony w 14-cylindrowy silnik Gnome-Rhone w układzie podwójnej gwiazdy napędzający trójłopatowe śmigło o przestawnym skoku. 